# برند كراوزه
برند كراوزه (بالألمانية: Bernd Krause)‏ هو مجدف ألماني، ولد في 31 مايو 1947 في بريمرهافن في ألمانيا.

## وصلات خارجية
- برند كراوزه على موقع الاتحاد الدولي للتجديف (الإنجليزية)
- برند كراوزه على موقع اللجنة الأولمبية الدولية (الإنجليزية)
- برند كراوزه على موقع أوليمبيديا (الإنجليزية)